# Велика Горбаша (Житомирський район)
Вели́ка Горбаша — село в Україні, у Черняхівській селищній територіальній громаді Житомирського району Житомирської області. Чисельність населення становить 697 осіб (2001). У 1923—46 та 1977—2020 роках — адміністративний центр колишньої сільської ради.

## Загальна інформація
Розташоване за 4 км від Черняхова та 4 км від залізничної станції Горбаші, лежить на річці Тростяниця.

## Населення
У 1906 році у селі налічувалося 373 мешканці, дворів — 61, у 1923 році — 117 дворів та 550 мешканців.
Станом на 1972 рік кількість населення становила 891 особу, дворів — 237.
Відповідно до результатів перепису населення СРСР, кількість населення, станом на 12 січня 1989 року, становила 1 115 осіб. Станом на 5 грудня 2001 року, відповідно до перепису населення України, кількість мешканців села становила 982 особи.

## Історія
Засноване у XVI столітті. Довгий час належала Немиричам. Згадується в акті від 7 травня 1610 року про проведення границь між землями і маєтностями князя Януша Острозького Вільської волості, від маєтностей Стефана Немирича Черняхівської волості, у склад якої входило і с. Горбаша. Згадується також у скарзі пана Стефана Немирича від 14 січня 1611 року про грабунки та розбій Григорієм Пашкевичем маєтностей Немирича, в тому числі й села Горбаша. У 1628 році київський підкоморій Стефан Немирич вносив з одного дима. Згадується в люстрації Київського воєводства 1754 року, як село Горбаша, сплачувало 1 злотий і 17 грошів до замку та 6 злотих і 8 грошів до скарбу.
Наприкінці 19 століття — село Черняхівської волості Житомирського повіту, за 16 верст від Житомира на річці Тростяниця. Входило до православної парафії с. Троковичі (3 версти).
У 1906 році — село Черняхівської волості (7-го стану) Житомирського повіту Волинської губернії. Відстань до губернського та повітового центру, м. Житомир, становила 17 верст, до волосного центру, містечка Черняхів — 4 версти. Найближче поштово-телеграфне відділення розташовувалося у Черняхові.
У 1923 році включене до складу новоствореної Горбашівської сільської ради, яка, 7 березня 1923 року, включена до складу новоутвореного Черняхівського району Житомирської (згодом — Волинська) округи; адміністративний центр ради. Розміщувалося за 4 версти від районного центру, міст. Черняхів.
На фронтах Німецько-радянської війни воювали 100 селян, з них 51 загинув, 61 нагороджений орденами й медалями. У 1970 році на їх честь встановлено обеліск Слави.
В радянські часи в селі працювала п'ята дільниця учгоспу «Україна» Житомирського сільськогосподарського інституту, де вирощували для колгоспів області елітне насіння зернових культур та картоплі. В селі були восьмирічна школа, будинок культури, дві бібліотеки, фельдшерсько-акушерський пункт, два сільмаги.
З 1946 року Горбашівська сільська рада обліковується як Малогорбашівська з фактичним центром у с. Велика Горбаша. 26 листопада 1977 року, відповідно до рішення Житомирського облвиконкому «Про перенесення центрів та перейменування деяких сільрад районів області», адміністративний центр ради повернено до с. Велика Горбаша з перейменуванням ради на Великогорбашівську.
12 червня 2020 року, відповідно до розпорядження Кабінету Міністрів України № 711-р «Про визначення адміністративних центрів та затвердження територій територіальних громад Житомирської області», територію та населені пункти Великогорбашівської сільської ради Черняхівського району включено до складу Черняхівської селищної територіальної громади Житомирського району Житомирської області.

## Населення

### Мова
Розподіл населення за рідною мовою за даними перепису 2001 року:
| Мова            | Кількість | Відсоток |
| --------------- | --------- | -------- |
| українська      | 696       | 99.86 %  |
| інші/не вказали | 1         | 0.14 %   |
| Усього          | 3278      | 100 %    |

## Відомі люди
- Євпак Юрій Володимирович (1977—2014) — старший солдат Збройних сил України, учасник російсько-української війни.